# لورينزو ستالينز
لورينزو ستالينز ولد 30 أبريل 1964 في بلجيكا، هو لاعب كرة قدم بلجيكي سابق كان يلعب كمدافع. سبق له أن لعب في كأس العالم لكرة القدم مع منتخب بلاده.

## المسيرة الاحترافية

### أندية لعب لها
- نادي كورتريك
- نادي كلوب بروج
- نادي رويال أندرلخت الرياضي
- أويتا ترينيتا

## روابط خارجية
- لورينزو ستالينز على موقع الاتحاد الدولي (مؤرشف)  (الإنجليزية)
- لورينزو ستالينز على موقع الاتحاد البلجيكي (الإنجليزية)
- لورينزو ستالينز على موقع رابطة كرة القدم اليابانية للمحترفين (اليابانية)
- لورينزو ستالينز على موقع قاعدة بيانات كرة القدم.إي يو (الإنجليزية)
- لورينزو ستالينز على موقع ناشيونال فوتبول تيمز (الإنجليزية)
- لورينزو ستالينز على موقع Soccerway.com (الإنجليزية)
- لورينزو ستالينز على موقع عالم كرة القدم.نت (الإنجليزية)